# Hala Wołoszyńska
Die Alm Hala Wołoszyńska ist eine Alm auf den Hängen des Wołoszyna in der polnischen Hohen Tatra in der Woiwodschaft Kleinpolen.

## Geschichte
Die Alm wurde im 17. Jahrhundert angelegt und war bis zur Gründung des Tatra-Nationalparks im Jahr 1954 in Betrieb. Die Eigentümer wurden 1961 enteignet. Seitdem die Viehwirtschaft eingestellt wurde, wächst die Alm mit Nadelwald und Bergkiefern zu.

## Tourismus
Im Tal befinden sich zwei Wanderwege.
- ▬ Ein rot markierter Wanderweg führt vom Zakopaner Stadtteil Toporowa Cyrhla zum Bergsee Meerauge.
- ▬ Ein schwarz markierter Wanderweg führt vom Gipfel des Wołoszyna zur Berghütte Rusinowa Polana.